# Criquetot-sur-Ouville
Criquetot-sur-Ouville è un comune francese di 744 abitanti situato nel dipartimento della Senna Marittima nella regione della Normandia.

## Società

### Evoluzione demografica
Abitanti censiti